# Johann Christoph Strodtmann
Johann Christoph Strodtmann (* 1717 in Wehlau, Ostpreußen; † 11. April 1756 in Osnabrück) war ein Gymnasialdirektor, Mundartforscher und biografischer Lexikograf.

## Leben
Strodtmann wurde am 1. Juni 1742 Kandidat des „Hamburgischen Ministeriums“. Seine erste Lehrerstelle erhielt er 1743 als Konrektor in Peine. Anschließend war er Rektor des Lyzeums in Harburg bei Hamburg. Im Frühjahr 1750 wechselte er als Rektor an das Ratsgymnasium Osnabrück, wo er bis zu seinem frühen Tod 1756 wirkte.

## Publizistisches Werk
Strodtmann war ein sehr produktiver Autor. Die Deutsche Digitale Bibliothek weist 63 Veröffentlichungen von ihm aus. Sein Werk ist also größtenteils digitalisiert. Strodtmanns Interessen waren breit gefächert. Er schrieb Bücher zur Rechtsgeschichte, Mundartforschung und viele Biografien. Darunter befinden sich auch Kuriositäten wie „Übereinstimmung der deutschen Alterthümer mit den biblischen, sonderlich hebräischen“ (1755) oder „Sendschreiben, darin die Frage untersucht wird, ob die Druiden gute Lateiner gewesen seyn?“ (1747). Seine beiden Hauptwerke, die heute noch von Bedeutung sind, sind vom Thema, Umfang und der Rezeption sehr unterschiedlich.
Idioticon Osnabrugense
Bis heute beachtet, stellt das Idioticon eines der ersten mundartlichen Wörtbucher des norddeutschen Raums dar. Angeregt, fast schon beauftragt, durch den Hamburger Gelehrten Michael Richey erstellte er nach dem Vorbild von dessen „Idioticon Hamburgense“ ein Wörterbuch des Mundart in Osnabrück, wo er lebte. Das Wörterbuch klammert juristische Begriffe aus und konzentriert sich auf die Deutung von eigentümlichen Wörtern der Osnabrücker Alltagssprache. Bei der Deutung zieht Strodtmann immer wieder Vergleiche zu ähnlichen Wörtern aus anderen Bereichen des niederdeutschen Sprachraums. Dabei geht er auf Unterschiede von Stadt und Land, Gemeinniederdeutsch, speziellem Osnabrücker Dialekt und Eindringen von Hollandismen ein.
Das Neue Gelehrte Europa
Das zweite Hauptwerk Strodtmann ist viel umfangreicher und wurde weniger beachtet. Es ist ein biografisches Lexikon von mehreren Hundert Gelehrten (Theologen, Juristen, Ärzten, Schriftstellern etc.) aus seiner Zeit, welches in 21 Bänden erschienen ist. Er setzte damit drei schon vorher begonnene Lexika fort (Als eine Fortsetzung der dreyen Werke, die bisher unter den Aufschriften, Gelehrtes Europa, Geschichte der Gelehrten, und Beyträge zur Historie der Gelahrtheit, ans Licht gestellet worden). Strodtmann selbst schrieb zu Lebzeiten die Bände 1–8. Ab Band 9 setzte der Theologe Ferdinand Stosch (1717–1780), Professor am Akademischen Gymnasium in Lingen, die Arbeit fort. Die Bände 8, 16 und 21 enthalten Register der Personen in den jeweils vorhergehenden Bänden.

## Schriften (Auswahl)
- Idioticon Osnabrugense. Ein Hochzeits-Geschenk an den Herrn Professor und Consistorial-Assessor Schütze bey der Verbindung desselben mit der Demoiselle Esmarchinn. In der Kortenschen Buchhandlung, Leipzig und Altona 1756. ND Wenner, Osnabrück 1973. (Digitalisat).
- Das Neue Gelehrte Europa. Als eine Fortsetzung der dreyen Werke, die bisher unter den Aufschriften, Gelehrtes Europa, Geschichte der Gelehrten, und Beyträge zur Historie der Gelahrtheit, ans Licht gestellet worden. 21 Bände. Johann Christoph Meißner, Wolfenbüttel 1752–1781. Band 1 (1752) ; Band 2 (1753) ; Band 3 (1753) ; Band 4 (1754) ; Band 5 (1754) ; Band 6 (1755) ; Band 7 (1755) ; Band 8 (1756) ; Band 9 (1756) ; Band 10 (1757) ; Band 11 (1757) ; Band 12 (1757) ; Band 13 (1758) ; Band 14 (1759) ; Band 15 (1760) ; Band 16 (1761) ; Band 17 (1763) ; Band 18 (1764) ; Band 19 (1773) ; Band 20 (1775) ; Band 21 (1781).
- Uebereinstimmung der deutschen Alterthümer mit den Biblischen, sonderlich Hebräischen. Meißner, Wolfenbüttel 1755. (Digitalisat).